# Кале (Плевня)
Калето (на гръцки: Καλές Πετρούσσας) е археологически обект край село Плевня, Драмско, Гърция.

## Местоположение
Крепостта е разположена в средата на Плевненския пролом на река Сушица, северно от Плевня и южно от Бъбълец (Пирги). Точката е стратегическа, тъй като пази един от проходите от вътрешността на Балканите към равнините на Македония.

## История
В теснината между Бъбълец и Плевня в раннохристиянската епоха е направен добър каменен път, който все още е запазен на няколко места. Изглежда, че през ранновизантийската епоха, VI век, проходът е бил важен и районът е имал трафик, така че е преживял известен икономически и демографски бум. Наоколо има много останки от този период, като кули на акведукт, останки от жилища и други. След VI  век, когато започват варварските набези и особено, когато България престава да бъде византийска провинция, пътят престава да бъде натоварен и районът, изглежда, запада, тъй като не са намерени значими останки от по-късни периоди.
Крепостта е една от крепостите, които защитават пътя през пролома, и вероятно принадлежи към същата епоха като Бъбълецката крепост югоизточно от село Бъбълец, за която е известно, че има две строителни фази, едната през VIII век и една през XI век.

## Описание
Това е малка крепост, която заема площ от около половин декар. Очевидно е била чисто военна инсталация, а не селище. Това не е затворено укрепление, а Г-образен вал, който защитава достъпа до скалист нос, който наблюдава заграждението малко на север от слива на две дерета. Укреплението има две правоъгълни кули и ров.